# Tomás Esteves
Tomás do Lago Pontes Esteves (Arcos de Valdevez, Viana do Castelo, 3 de abril de 2002) es un futbolista portugués que juega de defensa en el Pisa S. C. de la Serie B de Italia.

## Trayectoria
Entró a las inferiores del F. C. Porto en 2011. Formó parte del plantel que ganó la Liga Juvenil de la UEFA 2018-19. Con un contrato activo hasta 2021 con su club, atrajo la atención del Manchester City que ofreció 10 millones de euros por su fichaje, y además rechazó una oferta del F. C. Barcelona en agosto de 2019.
Fue promovido al primer equipo del Porto en la temporada 2019-20 con el dorsal 2. Debutó profesionalmente el 18 de agosto de 2019 con el Porto B en el empate 1-1 en casa contra el Varzim.
El 5 de diciembre de 2019 jugó su primer encuentro en el primer equipo, en la victoria por 3-0 sobre el Casa Pia en la Copa de la Liga, participando en los últimos quince minutos. Debutó en la Primeira Liga el 16 de junio de 2020, jugando los primeros 60 minutos en el empate a cero ante el Aves.
El 5 de octubre de 2020 fue prestado durante un año al Reading F. C. Regresó al F. C. Porto para la temporada 2021-22 y jugó con el filial antes de volver a ser cedido en agosto de 2022 al Pisa S. C.

## Selección nacional
Es internacional en categorías inferiores con la selección de Portugal desde la sub-15.
Con 17 años, 5 meses y 3 días se convirtió en el jugador más joven en formar parte de la selección sub-21 de Portugal, rompiendo el récord anterior de Rúben Neves por 25 días.

## Estadísticas
Actualizado al último partido disputado el 1 de mayo de 2024.
| Club                                                          | Div.          | Temporada     | Liga  | Liga  | Copas nacionales(1) | Copas nacionales(1) | Copas internacionales(2) | Copas internacionales(2) | Total | Total |
| Club                                                          | Div.          | Temporada     | Part. | Goles | Part.               | Goles               | Part.                    | Goles                    | Part. | Goles |
| ------------------------------------------------------------- | ------------- | ------------- | ----- | ----- | ------------------- | ------------------- | ------------------------ | ------------------------ | ----- | ----- |
| F. C. Porto B Portugal                                        | 2.ª           | 2019-20       | 10    | 0     | —                   | —                   | —                        | —                        | 10    | 0     |
| F. C. Porto Portugal                                          | 1.ª           | 2019-20       | 2     | 0     | 1                   | 0                   | 0                        | 0                        | 3     | 0     |
| F. C. Porto Portugal                                          | Total club    | Total club    | 2     | 0     | 1                   | 0                   | 0                        | 0                        | 3     | 0     |
| Reading F. C. Inglaterra                                      | 2.ª           | 2020-21       | 29    | 1     | 1                   | 0                   | —                        | —                        | 30    | 1     |
| Reading F. C. Inglaterra                                      | Total club    | Total club    | 29    | 1     | 1                   | 0                   | 0                        | 0                        | 30    | 1     |
| F. C. Porto B Portugal                                        | 2.ª           | 2021-22       | 17    | 0     | —                   | —                   | —                        | —                        | 17    | 0     |
| F. C. Porto B Portugal                                        | Total club    | Total club    | 27    | 0     | 0                   | 0                   | 0                        | 0                        | 27    | 0     |
| Pisa S. C. · Italia                                           | 2.ª           | 2022-23       | 23    | 0     | 0                   | 0                   | —                        | —                        | 23    | 0     |
| Pisa S. C. · Italia                                           | 2.ª           | 2023-24       | 29    | 1     | 0                   | 0                   | —                        | —                        | 29    | 1     |
| Pisa S. C. · Italia                                           | 2.ª           | 2024-25       | 0     | 0     | 0                   | 0                   | —                        | —                        | 0     | 0     |
| Pisa S. C. · Italia                                           | Total club    | Total club    | 52    | 1     | 0                   | 0                   | 0                        | 0                        | 52    | 1     |
| Total carrera                                                 | Total carrera | Total carrera | 110   | 2     | 2                   | 0                   | 0                        | 0                        | 112   | 2     |
| (1) Incluye datos de la Copa de la Liga de Portugal y FA Cup. |               |               |       |       |                     |                     |                          |                          |       |       |

## Palmarés

### Títulos nacionales
| Título           | Club        | País     | Año  |
| ---------------- | ----------- | -------- | ---- |
| Primeira Liga    | F. C. Porto | Portugal | 2020 |
| Copa de Portugal | F. C. Porto | Portugal | 2020 |

### Títulos internacionales
| Título                  | Club               | Sede | Año  |
| ----------------------- | ------------------ | ---- | ---- |
| Liga Juvenil de la UEFA | F. C. Porto sub-19 | Nyon | 2019 |

## Vida personal
Su hermano Gonçalo también es futbolista.